# 清原町 (太田市)
清原町（きよはらちょう）は、群馬県太田市にある地名（町丁）。郵便番号は373-0012。

## 概要
毛里田地区にある町丁。

## 地理

### 近隣町丁
- 吉沢町
- 丸山町
- 只上町
- 原宿町

## 世帯数と人口
2022年（令和4年）3月31日現在の世帯数と人口は以下の通りである。
| 町丁   | 世帯数 | 人口 |
| ------ | ------ | ---- |
| 清原町 | 11世帯 | 26人 |

## 交通

### 鉄道
町内に鉄道は通っていない。

### 道路
- 国道122号

## 施設
- 群馬銀行毛里田出張所
- 太田国際貨物ターミナル